# Thunnus atlanticus
A Thunnus atlanticus a sugarasúszójú halak (Actinopterygii) osztályának a sügéralakúak (Perciformes) rendjébe, ezen belül a makrélafélék (Scombridae) családjába tartozó faj.

## Előfordulása
A Thunnus atlanticus előfordulási területe, amint neve is utal rá, az Atlanti-óceánban van; annak is a nyugati felén. Állományai a massachusettsi Martha's Vineyard szigettől délfelé a Karib-térségen keresztül, egészen Brazília déli részéig találhatók meg.

## Megjelenése
Az átlagos mérete 72 centiméter, de 108 centiméteresre is megnőhet. Ez a faj 49,4 centiméteresen már felnőttnek számít. Az eddig kifogott legnehezebb példány 20,6 kilogrammos volt. A hátúszóján 13 tüske és 14-15 sugár, míg a farok alatti úszóján 13-14 sugár ül. 39 csigolyája van.

## Életmódja
Ez a tonhal a nyílt óceánok lakója. Általában 50 méteres mélységben tartózkodik. A 20-26 Celsius-fokos vízhőmérsékletet kedveli. A rokon csíkoshasú tonhalakkal (Katsuwonus pelamis) nagy, vegyes rajokat alkot. Tápláléka felszíni és mélyebb vízi halakból, kalmárokból és különböző rákokból és azok lárváiból áll.

## Felhasználása
A Thunnus atlanticus rajta van a vándorló tengeri halakat védelmező, úgynevezett Annex I of the 1982 Convention on the Law of the Sea határozat listáján; ennek ellenére ipari méretben halásszák. A sporthorgászok is kedvelik. A legtöbb Thunnus atlanticust Kuba délkeleti vizeiből lehet kifogni. Halászatához élő csali kell. Frissen, szárítva, sózva, fagyasztva vagy konzervdobozba téve árusítják.

## Képek

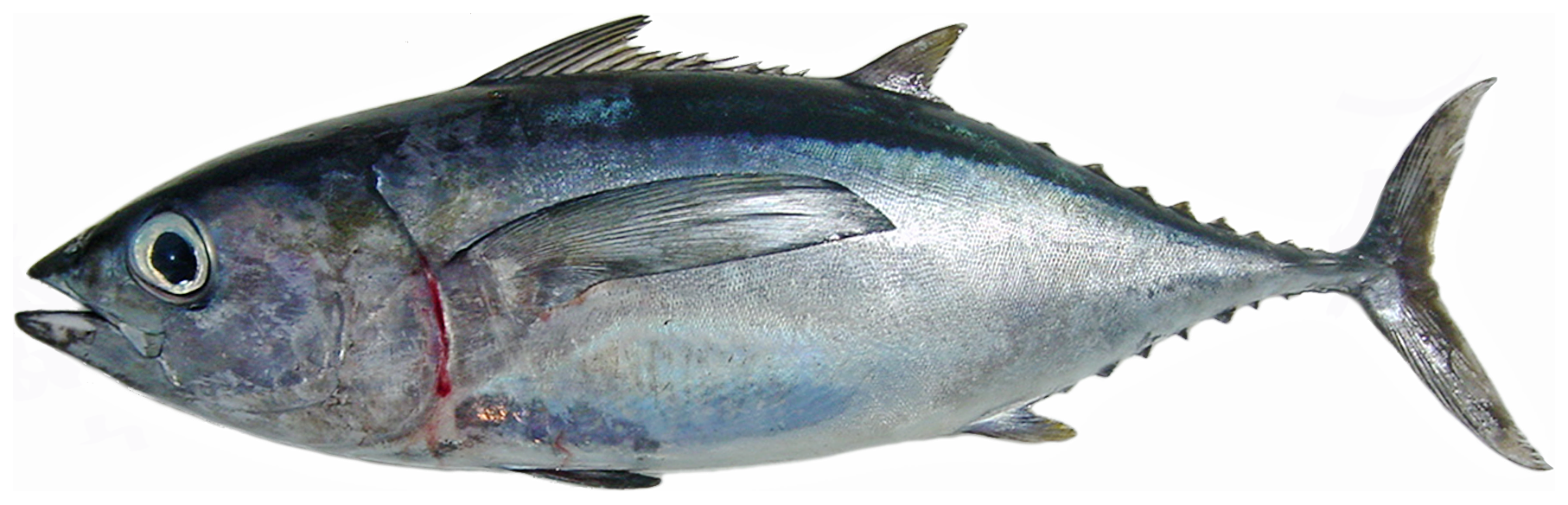
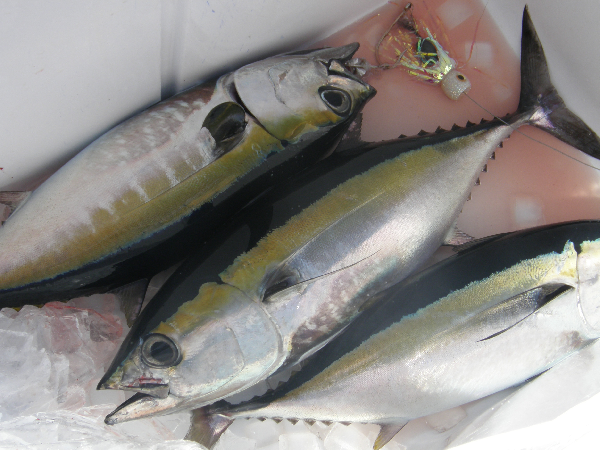